# Charles de Broglie
Charles-Louis de Broglie (Parigi, 28 agosto 1765 – Londra, 13 settembre 1849) è stato un presbitero francese, fondatore, assieme a François-Léonor de Tournély, della società dei Padri del Sacro Cuore.

## Biografia
Figlio del duca Victor-François de Broglie e della sua seconda moglie, Louise Crozat de Thiers, venne avviato alla carriera ecclesiastica e fu abate di Saint-Quentin.
Studente al seminario di San Sulpizio a Parigi, allo scoppio della Rivoluzione francese si rifugiò in Belgio e, presso l'ex collegio gesuita di Eegenhoven, a Lovanio, diede origine alla società dei Padri del Sacro Cuore, con lo scopo di preparare la restaurazione della Compagnia di Gesù.
Benché l'iniziativa fosse stata in massima parte sua, fu il suo compagno François-Léonor de Tournély ad assumere la guida della congregazione. Incalzata dalle truppe francesi, la comunità si rifugiò in Baviera, sotto la protezione del vescovo Clemente Venceslao di Sassonia, poi a Hagenbrunn, presso Vienna, in una tenuta messa a disposizione dai canonici regolari di Klosterneuburg.
A Tournély succedette Joseph Varin, che nel 1799 unì i padri del Sacro Cuore alla Società della Fede di Gesù di Niccolò Paccanari.
Charles de Broglie venne inviato a Londra per stabilirvi una casa della congregazione e nel 1800 fondò una scuola a Kensington. Quando papa Pio VII concedette il riconoscimento formale alle comunità gesuite sopravvissute nella Russia Bianca, i suoi confratelli si unirono a loro: de Broglie entrò nel clero secolare e fu tra gli animatori del movimento di opposizione a Pio VII e il suo concordato con Napoleone.
Morì a Londra nel 1849.